# Turbinicarpus knuthianus
Turbinicarpus knuthianus (Boed.) John & Riha es una especie fanerógama perteneciente a la familia Cactaceae. 

## Distribución
Es endémica de San Luis Potosí en México. Su hábitat natural son los áridos desiertos.  Es una especie  rara poco usual en colecciones.

## Descripción
Es una planta perenne carnosa y globosa con tallos armados de espinas, de color verde y con las flores de color Rosa Carmín, rojo.
Sujeta a Conservación especial.

## Nombre común
- Español: Biznaguita

## Sinonimia
- Echinocactus knuthianus
- Thelocactus knuthianus
- Gymnocactus knuthianus
- Neolloydia knuthiana
- Pediocactus knuthianus